# Despeñaderos
Despeñaderos es una localidad situada en el departamento Santa María, provincia de Córdoba (Argentina).
Se encuentra situada sobre la RN 36, a 31 km de Alta Gracia, 50 km de la Ciudad de Córdoba y 60 km de la ciudad de Embalse (Valle de Calamuchita).
Entre las principales actividades económicas se encuentran la agricultura. El turismo también tiene cierta relevancia, aunque aún no ha sido explotado totalmente.

## Historia

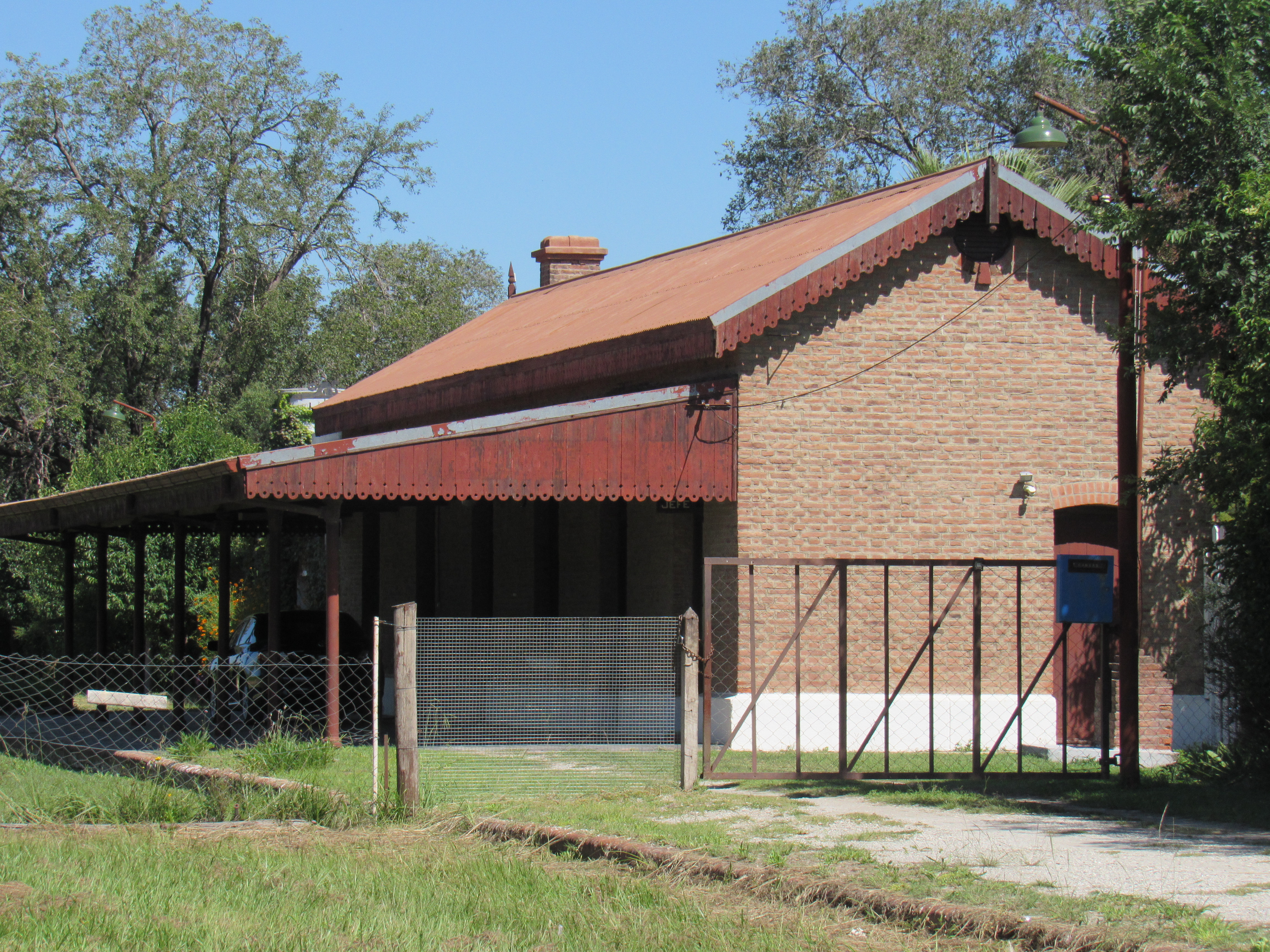
Antigua estación ferroviaria.

La localidad fue fundada el 15 de febrero de 1905 cuando se construyó la estación de ferrocarril que dio origen a la localidad pero con el nombre de San Antonio. Más tarde pasó a llamarse Pueblo Figueroa Alcorta y posteriormente Despeñaderos.
En febrero de 1952, por decreto del  Gobierno de la Provincia, se crea la Comisión Municipal; siendo delegado municipal el Dr. Eduardo Briganti.
Se encuentra rodeada de un imponente marco natural conformado por la planicie de piedemonte, que incluye elementos de llanuras y montañas, enmarcado por la presencia de su principal atractivo natural: el Río Xanaes.

## Geografía

### Población
Cuenta con 7656 habitantes (Indec, 2022), lo que representa un incremento del 22% frente a los 5988 habitantes (Indec, 2010) del censo anterior.
| Gráfica de evolución demográfica de Despeñaderos entre 1960 y |
|                                                               |
| Fuente: Censos nacionales del INDEC                           |

### Características físicas y geomorfológicas de la localidad
La estructura física de un lugar tiene una inmanente influencia en las situaciones vitales de los pobladores de esa zona. Así, podemos analizar las particularidades del terreno, que según estudios geológicos presenta acumulaciones de sedimentos modernos que rellenan depresiones y pequeños valles hacia el Este, con un conjunto de conglomerados y areniscas rojas del período cretácico, que afloran en pocas localidades, como Saldán (al noroeste de la ciudad de Córdoba), Ongamira, (en el norte del Valle de Punilla)  y Despeñaderos. Sobre estos sedimentos rojos, se asienta el complejo pampeano de material cuaternario, y hasta terciario donde se acumulan acuíderos. Resulta notable que Despeñaderos, ubicado al borde Este de la planicie de piedemonte, presente una composición heterogénea de bloques mal rodados, de gran tamaño y formas angulosas, procedentes de las montañas altas. Los expertos explican la presencia de estos materiales extraños a la zona, opinando que antes de la formación de la depresión entre la Pampa elevada y las Sierras Chicas, existía una superficie continua, sobre la cual pasaron los materiales desde las montañas altas, transportadas en una masa de barro por escurrimiento mantiforme. En general, la forma del relieve encuadra dentro de la planicies orientales, como parte de la depresión periférica dispuesta en forma paralela a los cordones serranos. En cuanto a las aguas subterráneas, cantidad y calidad dependen de la composición y disposición de las rocas de basamento por donde circulan.
En general, se observa que las alteraciones del basamento permiten la acumulación de caudales, en muchos casos de buena calidad, que pueden abastecer las necesidades de viviendas y poblados como el nuestro. En esta zona, hay muy buenos suelos agrícolas con un espesor de casi diez centímetros, ricos en material orgánico, en general bien drenados. La mayor parte se desarrolló bajo una densa vegetación de pastos. Tienen una gran fertilidad y son de alto valor económico.

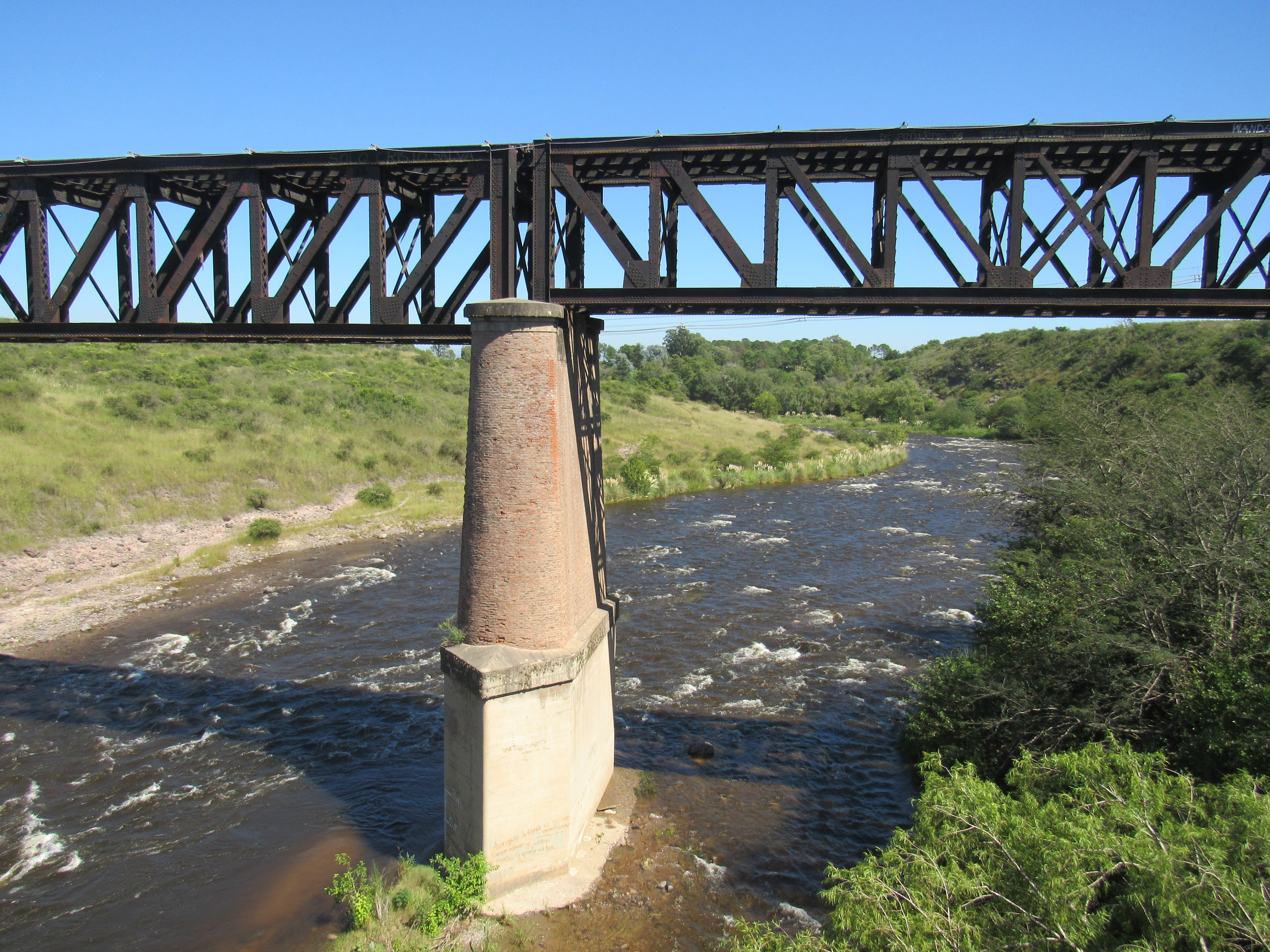
Puente ferroviario en el norte de la ciudad

Al noroeste de Despeñaderos, casi bordeando la localidad, se extiende el río Xanaes, de cauce arenoso y pendiente de escasa inclinación, que pertenece a la cuenca de Mar Chiquita. Los originarios de la zona lo llamaron con este nombre, pero los primeros españoles que llegaron a él lo bautizaron Río de la Navidad. La cartografía posterior lo nombra como río Segundo, y en la actualidad, el río ha recuperado el nombre originario. Se forma con la confluencia de los ríos Anisacate y Los Molinos, a unos 5 km de Despeñaderos, y hasta su desembocadura en Mar Chiquita, recorre casi 300 km. Repetitivamente, en épocas de crecientes se producen inundaciones que perjudicaban los campos y las comunicaciones. La construcción del Dique Los Molinos modificó y reguló su caudal. Despeñaderos está ubicado dentro de un bioma  de transición, ya que confluyen dos marcos naturales distintos, pues convergen la realidad de la sierra y la planicie.

### Sismicidad
La sismicidad de la región de Córdoba es frecuente y de intensidad baja, y un silencio sísmico de terremotos medios a graves cada 30 años en áreas aleatorias. Sus últimas expresiones se produjeron:
- 22 de septiembre de 1908 (116 años), a las 17.00 UTC-3, con 6,5 Richter, escala de Mercalli VII; ubicación 30°30′0″S 64°30′0″O / -30.50000, -64.50000; profundidad: 100 km; produjo daños en Deán Funes, Cruz del Eje y Soto, provincia de Córdoba, y en el sur de las provincias de Santiago del Estero, La Rioja y Catamarca[4]

- 16 de enero de 1947 (78 años), a las 2.37 UTC-3, con una magnitud aproximadamente de 5,5 en la escala de Richter (terremoto de Córdoba de 1947)[3]

- 28 de marzo de 1955 (70 años), a las 6.20 UTC-3 con 6,9 Richter: además de la gravedad física del fenómeno se unió el desconocimiento absoluto de la población a estos eventos recurrentes (terremoto de Villa Giardino de 1955)

- 7 de septiembre de 2004 (20 años), a las 8.53 UTC-3 con 4,1 Richter

- 25 de diciembre de 2009 (15 años), a las 21.42 UTC-3 con 4,0 Richter